# Cala Manacor
Cala Manacor (‚Manacorbucht‘) ist eine Meeresbucht im Osten der spanischen Baleareninsel Mallorca. Hier entstand seit 1888 der Ort Porto Cristo an der Küste der Gemeinde Manacor mit seinem für die Region wichtigen Hafen. Die Bucht wird deshalb auch es Port de Manacor (‚Hafen von Manacor‘) genannt.

## Lage und Beschreibung

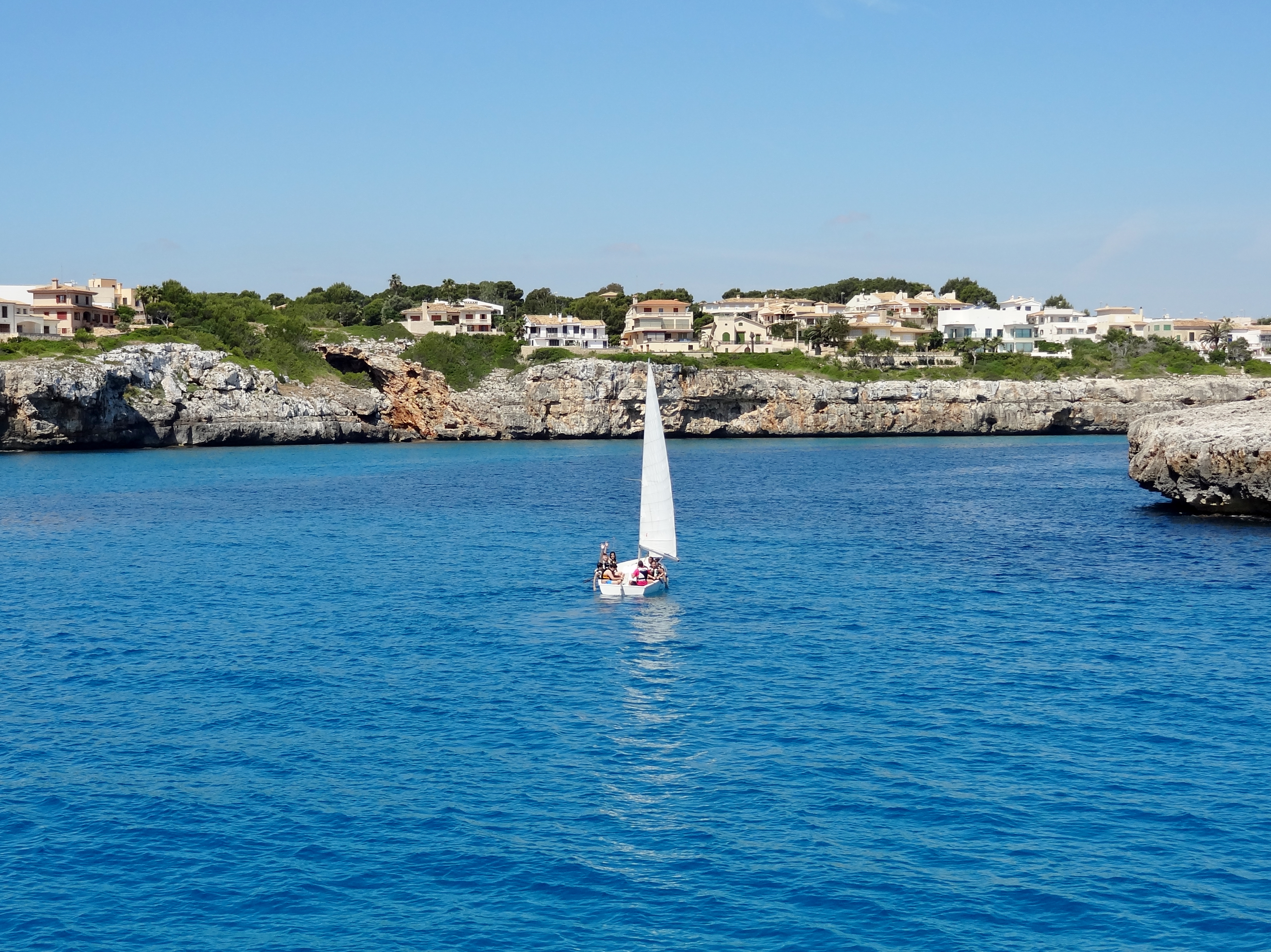
Einfahrt in die Cala Manacor

Die Cala Manacor liegt etwas nördlich der Mitte der mallorquinischen Ostküste, etwa 23 Kilometer südwestlich des Cap de Capdepera und 39 Kilometer vom Cap de ses Salines entfernt, dem südlichsten Punkt Mallorcas. Die Bucht wird von den Kaps Punta des Pagell im Norden und Morro de sa Carabassa mit seinem kleinen Leuchtturm im Süden eingefasst. Die Entfernung zwischen beiden Punkten beträgt rund 260 Meter. Der Hauptort der Gemeinde Manacor liegt 10,7 Kilometer nordwestlich des Buchteingangs.

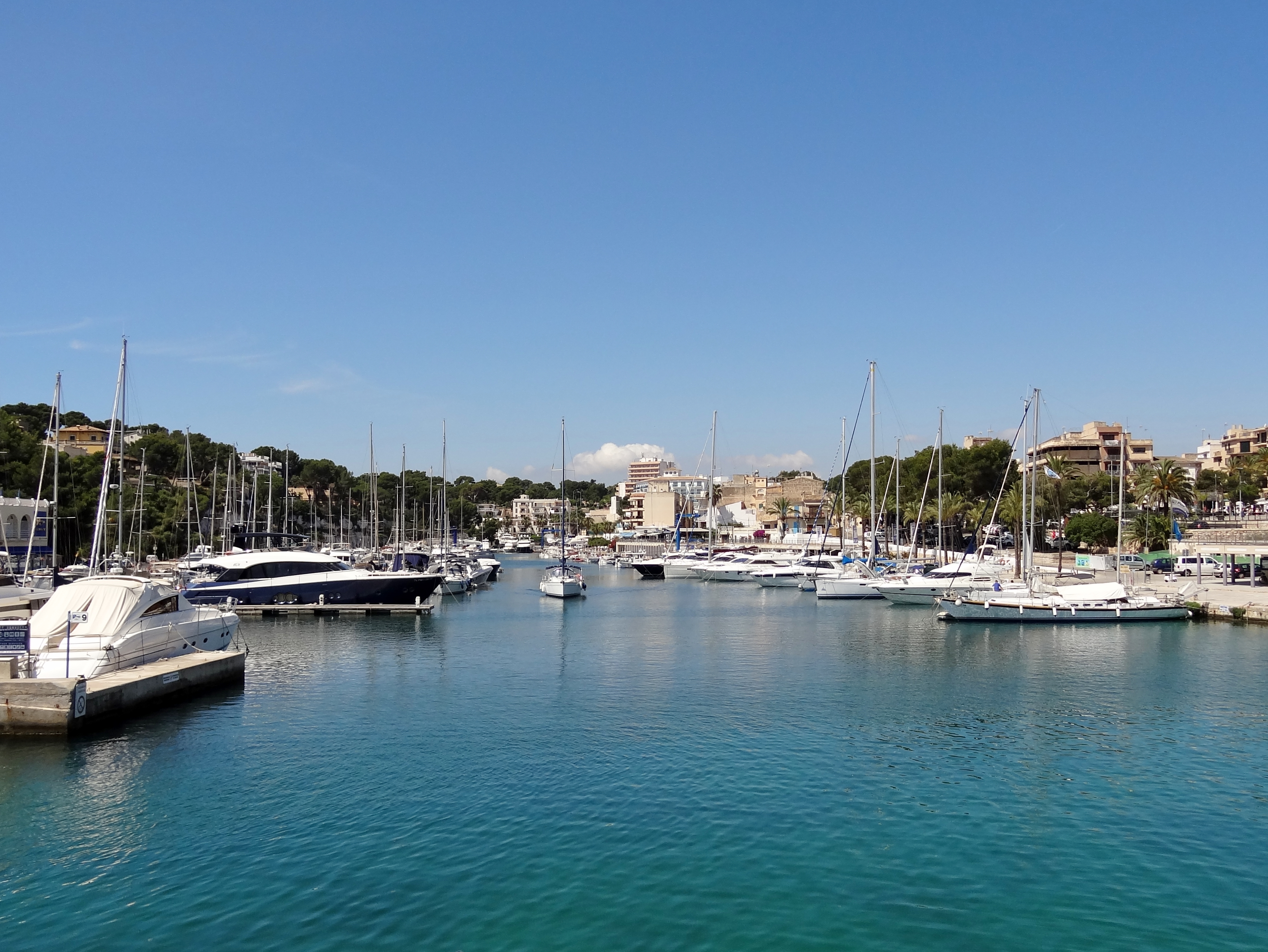
Hafen von Porto Cristo

Hinter der Küstenlinie der Cala Manacor hat sich in den letzten 120 Jahren mit Porto Cristo der zweitgrößte Ort der Gemeinde entwickelt. Das Hinterland der Bucht ist mittlerweile vollständig bebaut, wenn auch die Gebäude am Buchteingang nicht direkt an der Uferlinie stehen. Der Z-förmige Meereseinschnitt zieht sich vom Eingang der Bucht zunächst nach Norden, um dann Richtung Südwesten zu schwenken. Dort befindet sich der Hafeneingang, der durch eine Mole zur offenen See abgeschirmt wird.
Nach etwa 400 Metern schwenkt der Buchtverlauf, der innerhalb des Hafens als es Riuet (‚der Strom‘) bezeichnet wird, wieder nach Norden. Der Hafen endet an der wegen ihrer geringen Höhe von Booten nicht zu unterquerenden Brücke der Carretera de les Coves. Dahinter geht der Meereseinschnitt in das Tal des Torrent de ses Talaioles über, einem Sturzbach (Torrent), der in die Cala Manacor mündet. Zwischen 2004 und 2011 bestand eine höhere Brücke an der Carrer de Sant Lluís, die aus rechtlichen Gründen wieder abgerissen werden musste.
An der Nordseite der Bucht befindet sich der etwa 200 Meter lange und 20 Meter breite Ortsstrand von Porto Cristo, der nach dem südwestlich anschließenden Hafen Platja des Port genannt wird. Er besteht aus feinem Sand, der täglich gereinigt wird. In der Saison werden Liegen und Sonnenschirme vermietet und der Strand wird von Rettungsschwimmern überwacht. Zum Schiffsverkehr besteht eine Abgrenzung mittels Bojen. Eine Natursteinmauer trennt den Strandbereich von der Carrer Bordils an der Nordwestseite. Östlich und südöstlich des Strandes befinden sich an der Küste der Cala Manacor drei kleine Höhlen, die Cova de sa Patroneta, die Coves Blanques und die Cova des Correu. Das für Porto Cristo bekannte, touristisch erschlossene Höhlensystem der Coves del Drac liegt 300 Meter südwestlich des Hafens.

## Zugang
Porto Cristo ist von Manacor aus über die Landstraße MA-4020 erreichbar. Von Son Servera führt die MA-4023 in den Ort, von Cales de Mallorca die MA-4014. Der Hafen an der Cala Manacor bildet das eigentliche Zentrum von Porto Cristo. Der Strand an der Nordseite der Bucht liegt an der Carrer Bordils zwischen dem Passeig de la Sirena im Südwesten am Hafeneingang und der Plaça Costa d’En Blau Nordosten.